# Babylon by Bus
| 전문가 평가              | 전문가 평가 |
| 평가 점수                | 평가 점수   |
| 출처                     | 점수        |
| ------------------------ | ----------- |
| AllMusic                 | [ 1 ]       |
| Christgau's Record Guide | B−          |

《Babylon by Bus》는 1978년 밥 말리 & 더 웨일러스가 발매한 라이브 음반이다. 이 음반의 트랙은 두 가지 예외를 제외하고, 비록 트랙 리스트에 불일치가 있지만, 《Kaya》 투어 동안, 3박에 걸쳐 파비용 드 파리 콘서트에서 나온 것으로 간주된다.
1973년 음반 《Catch a Fire》와 마찬가지로, 첫 번째 음반은 뭔가 신기한 커버를 가지고 있었다. 앞면 커버에 달린 버스의 창문이 잘려져 있어 안쪽 소매의 일부가 드러났다. 이 음반은 더블 음반이었기 때문에, 듣는 사람은 창문을 통해 볼 수 있는 네 개의 다른 장면들을 선택할 수 있었다.

## 배경
〈Heathen〉, 〈Lively Up Yourself〉, 〈Concrete Jungle〉은 투어에서 다른 음반만큼 흔하지 않았으며, 3곡 중 2곡이 항상은 아니지만 특정 밤에 연주되었을 가능성이 높으며, 6월 14일, 코네티컷주 셸턴의 파인크레스트 컨트리 클럽과 6월 18일, 매사추세츠주 레녹스의 뮤직 인에서 22곡으로 밴드 역사상 가장 긴 공연 중 하나였던 같은 밤에 두 번만 연주되었을 뿐 파리 콘서트에서는 연주되지 않았다. 〈Rebel Music〉, 〈Positive Vibration〉, 〈Jamming〉, 〈Exodus〉, 〈War / No More Trouble〉, 〈Punky Reggae Party〉는 콘서트마다 거의 항상 연주되었지만, 때로는 이 음반에 등장하지 않는 〈Get Up, Stand Up〉과 같은 다른 노래와 혼동되기도 했다. 〈Is This Love〉이라는 노래도 파리에서 연주되었지만 이 투어에서는 흔하지 않았다. 《Kaya》 투어에서 〈Kinky Reggae〉라는 트랙이 연주되지 않았고 실제로 1976년 《Rastaman Vibration》 투어 이후 연주되지 않았기 때문에 이 버전이 어느 콘서트에서 연주되었는지는 불분명한다.

## 곡 목록
| #  | 제목                   | 작사·작곡        | 재생 시간 |
| -- | ---------------------- | ---------------- | --------- |
| 1. | 〈Positive Vibration〉 | 빈센트 포드      | 5:50      |
| 2. | 〈Punky Reggae Party〉 | 밥 말리, 리 페리 | 5:51      |
| 3. | 〈Exodus〉             | 말리             | 7:41      |

| #  | 제목                | 작사·작곡 | 재생 시간 |
| -- | ------------------- | --------- | --------- |
| 4. | 〈Stir It Up〉      | 말리      | 5:17      |
| 5. | 〈Rat Race〉        | 리타 말리 | 3:41      |
| 6. | 〈Concrete Jungle〉 | 말리      | 5:37      |
| 7. | 〈Kinky Reggae〉    | 말리      | 4:46      |

| #   | 제목                                  | 작사·작곡                | 재생 시간 |
| --- | ------------------------------------- | ------------------------ | --------- |
| 8.  | 〈Lively Up Yourself〉                | 말리                     | 6:18      |
| 9.  | 〈Rebel Music (3 O'Clock Roadblock)〉 | 애스톤 바렛, 휴 퍼트     | 5:20      |
| 10. | 〈War / No More Trouble〉             | 알란 콜, 칼튼 바렛, 말리 | 5:28      |

| #   | 제목             | 작사·작곡 | 재생 시간 |
| --- | ---------------- | --------- | --------- |
| 11. | 〈Is This Love〉 | 말리      | 7:27      |
| 12. | 〈The Heathen〉  | 말리      | 4:29      |
| 13. | 〈Jamming〉      | 말리      | 5:54      |

## 인증
| 국가                                                                                         | 인증     | 판매량/출하량 |
| -------------------------------------------------------------------------------------------- | -------- | ------------- |
| 프랑스 (SNEP)                                                                                | 플래티넘 | 300,000*      |
| 독일 (BVMI)                                                                                  | 골드     | 250,000^      |
| 네덜란드 (NVPI)                                                                              | 플래티넘 | 100,000^      |
| 영국 (BPI)                                                                                   | 골드     | 100,000       |
| *판매량을 기반으로 한 인증 · ^출하량을 기반으로 한 인증 · 판매량+스트리밍을 기반으로 한 인증 |          |               |